# Цыдыпов, Цыбик Цыренович
Цыбик Цыренович Цыдыпов (1911—22 марта 1973) — снайпер Великой Отечественной войны, сержант.

## Биография
Родился в селе Эдэрмэг (Кижингинский район). Бурят. До войны работал в колхозе «Зурганай», занимался национальной борьбой. С августа 1941 года в рядах РККА, был призван Кижингинским районным военкоматом Бурят-Монгольской АССР. Участник сражений на Ленинградском и Волховском фронтах. Служил в 38-м и 1076-м стрелковых полках, прошёл обучение в Отдельной школе отличных стрелков снайперской подготовки. Отличился в боях под Тихвином.
При обороне Ленинграда на Волховском фронте Цыдыпов как снайпер 8-й стрелковой роты 1076-го стрелкового полка уничтожил 75 солдат и офицеров противника. В декабре 1942 года представлен командованием части к награде, приказом № 1/н от 10 декабря 1942 года награждён медалью «За отвагу». 28 марта 1943 года представлен к новой награде за уничтожение 96 солдат и офицеров противника, приказом № 44/н от 6 апреля 1943 года награждён орденом Красного Знамени. 14 июля 1943 года награждён медалью «За оборону Ленинграда». Также награждён орденом Красной Звезды и орденом Отечественной войны I степени.
В октябре 1943 года сержанту 314-й стрелковой дивизии Цыдыпову был предоставлен месячный отпуск на Родину. Во время прорыва Ленинградской блокады он был контужен, в сентябре 1945 года демобилизован инвалидом. Всего за годы войны уничтожил 106 солдат и офицеров вермахта и финской армии.
После войны работал в совхозе «Первомайский» в животноводческой бригаде, отмечен почётными грамотами и ценными подарками. Скончался 22 марта 1973 года.
Ныне его боевые награды хранятся в музее имени Х. Намсараева, с 1995 года его имя носит центральная улица в родном селе Эдэрмэг.